# Skäftestjärnen (Mörsils socken, Jämtland)
Skäftestjärnen är en sjö i Åre kommun i Jämtland och ingår i Indalsälvens huvudavrinningsområde.